# Браніслав Янош
Браніслав Янош (словац. Branislav Jánoš; 8 січня 1971, м. Тренчин, ЧССР) — словацький хокеїст, лівий нападник. 
Вихованець хокейної школи «Дукла» (Тренчин). Виступав за «Дукла» (Тренчин), «Брюнес» (Євле), ХК «Злін», «Тржинець», ХК «Капфенберг», ХК «Зволен», «Слован» (Братислава), ХК «Трнава», МсХК «Жиліна», ХК «Вітковіце», ХК «Банська Бистриця», СХК «37 П'єштяни».
У складі національної збірної Чехословаччини (1992) провів 8 матчів (1 гол). У складі молодіжної збірної Чехословаччини учасник чемпіонату світу 1991. У складі національної збірної Словаччини провів 117 матчів (37 голів); учасник зимових Олімпійських ігор 1994, учасник чемпіонатів світу 1994 (група C), 1995 (група B), 1996 і 1997. 
Досягнення
- Чемпіон Чехословаччини (1992). Чемпіон Словаччини (1994, 1997, 2005)
- Володар Континентального кубка (2004)
- Бронзовий призер чемпіонату Чехії (1999).